# 杰宾
杰宾（羅馬化：Debin）是俄罗斯马加丹州的市级镇，属亚戈德诺耶区，地处马加丹州中西部，位于科雷马河左岸，在区行政中心亚戈德诺耶东南、州府马加丹北方。该地位于R504公路（科雷马公路）马加丹－乌斯季涅拉段上。
建于1937年，镇名可能来自于雅库特语，意为“深红色”、“锈红色”。1953年设市级镇。该地2021年人口有481人；2010年人口721；2002年人口921；1989年人口2,387。